# Voorwaardelijke straf
Een voorwaardelijke straf of een straf met uitstel is in het strafrecht een straf die wordt opgelegd door een rechter.
Een 'voorwaardelijke straf' houdt in dat de straf wel wordt uitgesproken maar dat deze niet ten uitvoer wordt gebracht. Dit in tegenstelling tot een onvoorwaardelijke straf, die wél direct ten uitvoer wordt gebracht. Wanneer de dader opnieuw de fout in gaat of bepaalde voorwaarden die de rechter gesteld heeft negeert, kan de straf alsnog tot uitvoering worden gebracht. Het nieuwe delict moet dan wel van gelijkwaardige aard en ernst zijn als het delict waarop de voorwaardelijke straf gesteld is. De periode waarover de mogelijkheid van voorwaardelijke straf bestaat, heet de proeftijd. Een straf kan samengesteld zijn uit een voorwaardelijk en een onvoorwaardelijk deel.
Wanneer tijdens de straf besloten wordt tot eerdere vrijlating onder beperkingen wordt gesproken van voorwaardelijke invrijheidstelling. De periode tussen het ingaan en vervallen hiervan wordt ook wel aangeduid als parooltijd.

## België
In het Belgische strafrecht is de correcte term straf met uitstel (Uitstel van de tenuitvoerlegging), die wordt geregeld door de "Wet betreffende de opschorting, het uitstel en de probatie" van 29 juni 1964. Deze straf kan eventueel gekoppeld zijn aan enkele voorwaarden (de zogenaamde probatievoorwaarden) gedurende een proeftermijn.
Het uitstel wordt echter van rechtswege herroepen als de veroordeelde tijdens de proeftijd een nieuw ernstig misdrijf pleegt.